# Anu-aba-uter
Anu-aba-uter war ein babylonischer Schreiber und Sterndeuter in seleukidischer Zeit. Er war ein Neffe Anu-Bēlšunus und führte sich auf Sîn-leqe-unnīnī zurück. Er ist durch Kolophone von Tontafeln bekannt, die in der Regel astronomisches Wissen enthalten.